# Senwabarwana
Senwabarwana (ehemals Bochum) ist eine Stadt in der Provinz Limpopo in Südafrika. Sie ist Verwaltungssitz der Gemeinde Blouberg im Distrikt Capricorn.

## Geographie
2011 hatte die Stadt 5529 Einwohner. Rund 96 % der Bewohner gaben als erste Sprache Nord-Sotho an. Das unmittelbar benachbarte Bochum hatte damals 6777 Einwohner. Senwabarwana befindet sich etwa 90 Kilometer nordwestlich von Polokwane.

## Geschichte
Der deutsche Missionar Carl Franz und seine Frau gründeten hier 1890 eine Station und nannten sie nach einem biblischen Gleichnis (Ri 2,1 ) Bochim (Ort des Weinens). Zur Missionsstation gehörte eine Krankenstation, die heute Helene Franz Hospital heißt.
Ein Teil von Bochum wurde später als Senwabarwana bezeichnet, Nord-Sotho für „Strom, wo Menschen früher zeichneten und Wasser tranken“.

## Verkehr
Senwabarwana liegt an keiner Fernstraße. Die R521 führt rund 16 Kilometer östlich am Ort vorbei.

## Persönlichkeiten
- Mamphela Ramphele (* 1947), südafrikanische Politikerin und Ärztin, geboren in Bochum